# Harsimrat Kaur Badal
Pour les articles homonymes, voir Badal.
Harsimrat Kaur Badal, née le 25 juillet 1966 à New Delhi, est une femme politique indienne, membre du parti Shiromani Akali Dal (SAD).
De 2014 à 2020, elle est ministre des Industries alimentaires au sein du gouvernement indien et députée du Lok Sabha de Bathinda.

## Biographie

### Vie privée
Harsimrat Kaur Badal naît le 25 juillet 1966 à Delhi. Elle fait ses études à la Loreto Convent School de Delhi. Elle est titulaire d'un diplôme en design textile.
Elle épouse Sukhbir Singh Badal le 21 novembre 1991. Le couple a deux filles et un fils. Son frère Bikram Singh Majithia, membre du Shiromani Akali Dal, est un ancien député de Majitha et un ancien ministre du gouvernement de l'État du Pendjab dirigé par son beau-père Parkash Singh Badal.
Harsimrat Kaur Badal et sa famille ont des participations un large éventail d'entreprises.

### Carrière politique
Harsimrat Kaur Badal commence sa carrière politique avec les élections législatives indiennes de 2009. Elle est élue au 15e Lok Sabha pour la circonscription de Bathinda après avoir battu le candidat du Congrès national indien Raninder Singh par 120 960 voix. Son premier discours a lieu le 3 décembre 2009, où elle exprimé son inquiétude au sujet des victimes et des survivants des émeutes anti-sikhs de 1984. Elle fait partie d'un projet nommé "Nanhi Chhan" pour sauver les fillettes et les arbres. Harsimrat Kaur Badal est réélue député de Bathinda en 2014 après avoir battu le candidat conjoint du Congrès national indien et du Parti populaire du Pendjab, Manpreet Singh Badal. Après cela, elle est nommée ministre d'État de l'agroalimentaire dans le gouvernement Modi . Elle est élue pour la troisième fois consécutive lors des élections de 2019 à Lok Sabha. Elle bat le candidat du Congrès Amrinder Singh Raja Warring dans un vote serré d'environ 21 000 voix.
En mai 2019, elle poursuit sa mission de ministre des Industries agro-alimentaires.
Elle démissionne du cabinet le 17 septembre 2020 pour protester contre les nouveaux projets de loi agricoles adoptés par le gouvernement.

### Carrière professionnelle
Harsimrat Kaur Badal et sa famille ont des intérêts directs ou indirects dans un large éventail d'entreprises. Les membres de sa famille, notamment son beau-père et son mari, détiennent des participations dans Orbit Resorts, Metro Eco Green Resorts, Saanjh Foundation, Falcon Properties, Dabwali Transport et Orbit Aviation. Sa famille maternelle contrôle Saraya Industries, Ajnala Power et Batala Power. Son mari détient une participation majoritaire dans le réseau de télévision PTC en langue punjabi,.

### Social
En septembre 2008, Harsimrat Kaur Badal lance le projet "Nanhi Chhan" pour lutter contre le fœticide féminin au Pendjab, promouvoir l'autonomisation des femmes et pour sauver les arbres. Le projet opère dans les écoles, les collèges, les gurudwaras, les temples, les églises et les centres municipaux. Grâce à celui-ci, de nombreuses filles et femmes des villages du Pendjab sont formées à la couture, au tricot et à la culture,.